# بلاسكوميان
بلدية بلاسكوميان (بالإسبانية: Blascomillán) هي بلدية تقع في مقاطعة آبلة التابعة لمنطقة قشتالة وليون وسط إسبانيا.

## الديموغرافيا
يبلغ عدد سكان بلدية بلاسكوميان 212 نسمة عام 2011 (وفقاً للمعهد الوطني للإحصاء الإسباني).
| 317 | 293 | 274 | 256 | 245 | 224 | 212 |